# もっと光を
「もっと光を」は、日本のロックバンドであるBLUE ENCOUNTの楽曲。バンドの1枚目のシングルとして、2015年1月28日にKi/oon Musicから発売された。

## 概要
初回生産限定盤DVDは「TOUR2014 ROOKIE'S HIGH」ツアーファイナル東京・TSUTAYA O-EAST公演からライブ&ドキュメンタリー映像が収録されている。

## 収録内容

### 初回生産限定盤・通常盤
全作詞・作曲∶田邊駿一
| #  | タイトル       | 作詞 | 作曲・編曲 |
| -- | -------------- | ---- | ---------- |
| 1. | 「もっと光を」 |      |            |
| 2. | 「ワナビィ」   |      |            |
| 3. | 「LIFE」       |      |            |